# 図夢歌舞伎
図夢歌舞伎（ずぅむかぶき）は、2020年6月に誕生した史上初のオンライン歌舞伎。

## 図夢歌舞伎の成り立ち
新型コロナウイルスの流行により劇場で歌舞伎公演が2020年2月公演以降中止となったことを受け、危機感を持った、松竹芸文室の戸部和久が志を同じくする若手社員を集め、十代目松本幸四郎に有料配信公演の企画を持ち掛けた。同じく歌舞伎のおかれた状況を憂慮していた幸四郎はこれを快諾し、5月29日歌舞伎座ギャラリーで行われていたトークイベント歌舞伎夜話の特別編として、幸四郎と二代目尾上松也によるオンライントークイベント歌舞伎家話を有料配信した。
歌舞伎家話の好評を受け、オンライン配信の歌舞伎作品の製作を企画し、戸部が歌舞伎の三大名作の一つとして名高い忠臣蔵を幸四郎に提案。幸四郎の構成、演出、主演。戸部の脚本により、仮名手本忠臣蔵の前十一段を再構成し、6月27日より、全五回を毎週、五週にかけて通し狂言として上演することとなった。 図夢歌舞伎の命名の由来は、コロナ禍の中でも「夢を図る（ゆめをはかる）」との思い、舞台をより近い視点に寄りズームインした歌舞伎を見せる事、会議システムZoomに代表されるオンライン共有サービスにおける多画面表示の演出をとりいれたことによる。

## 図夢歌舞伎上演データ

### 忠臣蔵
1. 大序から三段目（2020年6月27日配信）
配役：高師直／塩冶判官／加古川本蔵-松本幸四郎、顔世御前-中村壱太郎、口上人形-市川猿弥
2. 四段目（2020年7月4日配信）
配役：塩冶判官／大星由良之助-松本幸四郎、大星力弥-市川染五郎、口上人形-市川猿弥
3. 五段目・六段目（2020年7月11日配信）
配役：早野勘平-市川猿之助、斧定九郎-松本幸四郎、女房おかる-中村壱太郎、母おかや-上村吉弥、百姓与市兵衛-松本高麗五郎、口上人形-市川猿弥
4. 七段目（2020年7月18日配信）
配役：寺岡平右衛門-松本幸四郎、遊女おかる-中村雀右衛門、口上人形-市川猿弥、大星由良之助-初世松本白鸚（映像出演）
5. 九段目・十一段目（2020年7月25日配信）
配役：大星由良之助／加古川本蔵-松本幸四郎、戸無瀬-市川猿之助、大星力弥-市川染五郎、口上人形-市川猿弥

スタッフ
構成・演出：松本幸四郎
脚本：戸部和久